# Derik

Derik

Derik (siriacă ܖܪܝܟܐ Dêrike, kurdă Dêrika Çiyayê Mazî) este un oraș și un district din Turcia.